# 舒什基夫齊
49°46′50″N 26°8′45″E / 49.78056°N 26.14583°E
舒什基夫齊（烏克蘭語：Шушківці），是烏克蘭的村落，位於該國西部捷爾諾波爾州，由克列梅涅茨區負責管轄，始建於1938年，面積1.5平方公里，2001年人口283，人口密度每平方公里188.4人。